# Санту-Антониу-де-Вагаш
Санту-Антониу-де-Вагаш (порт. Santo António de Vagos)  —  район (фрегезия) в Португалии,  входит в округ Авейру. Является составной частью муниципалитета  Вагуш. Находится в составе крупной городской агломерации Большое Авейру. По старому административному делению входил в провинцию Бейра-Литорал. Входит в экономико-статистический  субрегион Байшу-Воуга, который входит в Северный регион. Население составляет 1773 человека. Занимает площадь 9,64 км².